# Un ado en danger
Pour plus de détails, voir Fiche technique et Distribution.
Un ado en danger (Cyber Seduction: His Secret Life) est un téléfilm dramatique américain coproduit et réalisé par Tom McLoughlin, diffusé en 2005 sur Lifetime.

## Synopsis
Justin Petersen est un lycéen de seize ans, populaire, nageur émérite, avec une petite amie, Amy. L'entraîneur de ce dernier, Suha, annonce à ses parents qu'il a réussi à intégrer l'équipe All-State, ce qui les enchante, en particulier sa mère Diane, qui était elle aussi une grande nageuse étant jeune.
Le jeune homme commence à regarder la pornographie sur internet quand un ami lui envoie un lien vers un site pornographique mettant en vedette Monica, une camarade de classe qui a le béguin pour lui. Captivé, il est ensuite exposé à un film pornographique lors d'une fête, et parcourt plus tard des sites plus explicites et se fait attraper par sa mère, tard un soir. Il est facile pour Diane de connaître le comportement de son fils, comme Justin fait peu d'effort pour cacher ses activités. Tout au long du film, il continue à voir des images pornographiques dans les lieux publics, faisant peu d'efforts pour couvrir ses traces.
Sa mère s'inquiète, mais son père la rassure en lui disant que c'est normal de voir des filles à son âge. Les longues soirées de Justin en face de l'ordinateur et l'augmentation de son obsession pour le porno a bientôt un impact négatif sur son temps de repos. Il trahit la confiance d'Amy en téléchargeant du porno sur son agenda électronique, et expose (bien malgré lui) son jeune frère Alex à la pornographie, le laissant nauséeux. Il commence à acquérir une réputation à l'école d'être un « dévoreur de porno » après avoir montré à un de ses amis un porno S & M.
Finalement, sa dépendance lui fait presque manquer le All-State finale de natation, où il finit troisième.
Découvrant un CD-ROM intitulé Virgin Vaginas sur lequel il y a des photos et vidéos pornographiques qu'il a téléchargées ; Sa mère le confronte devant son petit frère et son père et déplace son ordinateur dans le salon. Au travail, elle apprend par une de ses collègues que le mariage de cette dernière a été gâché par son ex-mari à cause de son addiction au porno, ce qui a le don de l'affoler encore plus au point qu'elle met en place un contrôle parental sur l'ordinateur de son fils que ce dernier parvint à briser. Cependant, cela ne l'empêche pas de continuer. Justin continue à surfer sur le web, en utilisant les cartes de crédit de ses parents et s'ensuit une violente dispute avec son père. Il va utiliser un ordinateur de l'école pour accéder à la pornographie et se fait attraper par la sécurité informatique du pare-feu. En conséquence, il est suspendu de l'équipe de natation et reçoit un avertissement disciplinaire.
Justin se rapproche de Monica et ignore de plus en plus Amy. Alors qu'il travaille dans la chambre de cette dernière, il veut la forcer à avoir une relation sexuelle avec, mais elle refuse et il part en colère. À la suite de cela, Amy met les freins sur leur relation. Toutefois, lorsque Monica essaie de le séduire, Justin hésite, et Monica, en colère, le jette hors de sa maison. Monica pique une colère après s'être sentir rejeté par Justin et cogne volontairement sa tête contre l'évier, la faisant saigner. Peu de temps après, Justin cherche à faire amende honorable avec Amy. Après avoir quitté la maison de Amy, il est remarqué par un autre camarade de classe, qui relaie à d'autres camarades de classe qu'il n'est pas loin. Monica est vu dans un restaurant avec une blessure au visage, et il est présumé qu'elle a dit aux autres que Justin était responsable desdites blessures. Les camarades ont poursuivi et battu Justin dans la rue, troublé par sa réputation et l'incident présumé avec Monica.
Déprimé après avoir été attaqué, Justin arrive à la piscine de l'école et saute dans l'eau pour se noyer. Plus tôt dans le film, il était sous l'eau à fantasmer sur les femmes et le porno, mais cette fois il pense à toutes les choses qu'il a à vivre et qu'il a vécues. Il nage jusqu'au bord de la piscine car il a compris que son suicide aurait été la chose la plus bête qu'il aurait commise. La suite n'est pas dite ou montrée à l'écran mais on peut sous-entendre qu'il rompt apparemment sa dépendance et vit une vie meilleure, loin de la pornographie.
Une petite vidéo apparaît à la fin du film et Kelly Lynch explique qu'il faut protéger notre entourage contre ce genre de vidéos car elles sont mauvaises pour tout le monde et peut changer les gens comme l'a montré ce téléfilm.

## Fiche technique
- Titre original : Cyber Seduction: His Secret Life
- Titre français : Un ado en danger
- Réalisation : Tom McLoughlin
- Scénario : Wesley Bishop et Richard Kletter, d'après l'histoire de Wesley Bishop
- Direction artistique : Ian Brock
- Costumes : Jenifur Jarvis
- Photographie : Rudolf Blahacek
- Montage : Charles Bornstein
- Musique : Louis Febre
- Production : Tom McLoughlin et Steve Solomos
- Sociétés de production : Dotcom Films, Jaffe/Braunstein Films et Working Title Television
- Société de distribution (télévision) : Lifetime
- Pays d'origine :  États-Unis
- Langue originale : anglais
- Durée : 87 minutes
- Format : couleur
- Dates de diffusion : 
  - États-Unis : 20 juin 2005 sur Lifetime
  - France : 7 novembre 2010 sur [Laquelle ?]

## Distribution
- Jeremy Sumpter : Justin Petersen
- Kelly Lynch : Diane Petersen
- John Robinson : Richard Petersen
- Jake Scott : Alex Petersen
- Lyndsy Fonseca : Amy
- Kyle Schmid : Timmy
- Nicole Dicker : Monica
- Briony Glassco : Beth
- Michael Seater : Nolan Mitchell
- Krysta Carter : Sally Mizelle
- Benz Antoine (en) : l'entraîneur Suha
- Rahnuma Panthaky : Bridget Lee

## Production

### Tournage
Le film a été tourné au Humberside Collegiate Institute (en) de Toronto en Ontario au Canada.

## Accueil
Le téléfilm a attiré l'attention significative des communautés en ligne, qui ont généralement critiqué l'autoritarisme du film a pris en essayant de faire passer son message, et raillé les nombreuses façons le sujet que le film a essayé de présenter d'une manière appropriée pour l'audience général de la chaîne Lifetime. Par exemple, la "pornographie" montré au cours du film sans nudité ou peu de référence à l'activité sexuelle évidente est jugée comme trop docile malgré les quelques images de porno S & M. Il n'est également jamais suggéré que Justin se masturbe pour montrer qu'il plonge encore plus dans sa dépendance. Les commentateurs plaisantent aussi à propos de la façon dont il semble développer une dépendance à la boisson Red Bull et que là, personne ne fait rien ; ou bien que si Lynch dénonce les problèmes de la pornographie, pourquoi était-elle nue dans certaines scènes du film Warm Summer Rain (en) en 1989 ?

### Audiences
Le téléfilm a été vu par environ 3 millions de téléspectateurs lors de sa première diffusion américaine.